# Corona dell'imperatrice di Persia

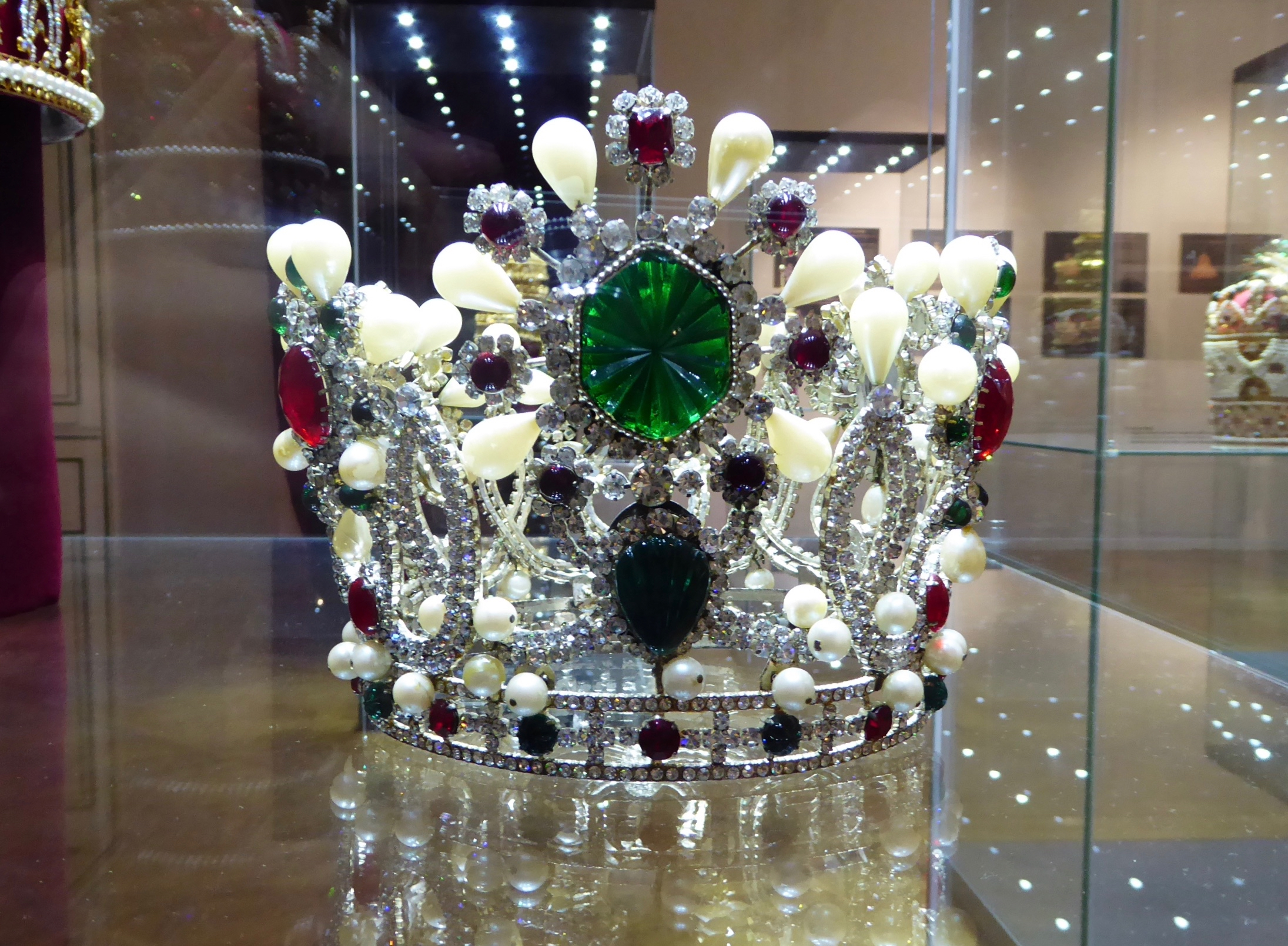
La corona dell'imperatrice di Persia.

La corona dell'imperatrice di Persia è un gioiello dei regalia utilizzati dall'unica imperatrice dell'Iran, Farah Diba. Fa parte dei gioielli della corona iraniana ed è attualmente esposta presso la banca centrale di Teheran.

## Storia e descrizione
Seguendo le orme delle politiche avviate nell'ambito della rivoluzione che aumentò l'emancipazione delle donne iraniane, Mohammad Reza Pahlavi decise di compiere un gesto simbolico incoronando la sua consorte, l'imperatrice Farah Diba, durante la propria incoronazione il 26 ottobre 1967. Fino a quella data le mogli del sovrano persiano non erano mai state incoronate, e così si rese necessaria la realizzazione di una nuova corona per l'occasione. Questo compito venne svolto dalla gioielleria parigina Van Cleef & Arpels.
In conformità con la tradizione, le perle utilizzate vennero selezionate da gemme già presenti nel tesoro imperiale. Poiché la legge proibiva che gli oggetti del tesoro lasciassero l'Iran, Van Cleef & Arpels inviò una squadra di gioiellieri a Teheran al fine di eseguire la corona, impiegando sei mesi di lavoro.
La struttura della corona è realizzata in oro bianco e velluto verde. La corona contiene 38 smeraldi, 105 perle, 34 rubini, 2 spinelli e 1.469 diamanti. Il più grande smeraldo si trova nella parte anteriore della corona e pesa 92 carati. La perla più grande è di 22 millimetri di diametro.
La corona pesa circa due chili.